# Andy Allo
Andy Allo (13 de janeiro de 1989), é uma cantora, compositora, guitarrista e atriz camaronesa-americana. Ela lançou seu primeiro de três álbuns em 2009 e se juntou à banda de Prince, a New Power Generation, em 2011. Ela teve um papel recorrente em três episódios da série de comédia dramática The Game em 2011, seguido por um uma série de outros papéis, incluindo um papel coadjuvante no filme Pitch Perfect 3 de 2017 e o papel principal de Nora na série Upload da Amazon Prime (2020).

## Juventude e educação
Nascido em Bamenda, Região noroeste, Camarões, Allo desenvolveu interesse pela música desde cedo; sua mãe a ensinou a tocar piano aos sete anos.[carece de fontes?] Ela também frequentou a escola PNEU em Bamenda, Camarões. Ela é a mais nova de cinco irmãos. Allo possui dupla cidadania nos Estados Unidos e em Camarões e mudou-se com sua irmã Suzanne para Sacramento em 2000, aos onze anos de idade, juntando-se a outros três irmãos. Sua mãe nascida na Califórnia, Sue, foi forçada a voltar depois de sofrer síndrome de fadiga crônica. Seu pai, Andrew Allo, é ecologista.
A educação de Allo nos EUA começou na sétima série na Arden Middle School em Sacramento, e ela se formou em 2006 na El Camino Fundamental High School em Sacramento. Após o ensino médio, Allo frequentou o American River College em Sacramento. Naquela época, Allo formou sua própria banda, Allo and the Traffic Jam, que ocasionalmente se apresentava para dicas na esquina das ruas 22 com J em Sacramento.

## Carreira
O primeiro show solo de Allo foi uma noite de microfone aberto em 2008 no Fox & Goose Public House, no centro de Sacramento. Em 2009, ela lançou seu primeiro álbum independente, UnFresh, uma coleção de 12 músicas originais. O primeiro single do álbum, "Dreamland", conta com a participação do rapper Blu.
A reputação de Allo como musicista a levou a um papel como cantora e guitarrista na banda do músico americano Prince, a New Power Generation, em 2011. Ela começou a escrever com Prince durante a turnê, colaborando em três músicas, "Superconductor", "The Calm" e "Long Gone", que aparecem no álbum de Allo, Superconductor.
Superconductor foi lançado em 20 de novembro de 2012, e o álbum estreou em primeiro lugar nas paradas de Soul e R&B da Amazon.com na França, no Reino Unido e nos EUA. O álbum também apresenta os músicos Maceo Parker e Trombone Shorty.[carece de fontes?] Ela também apareceu em três músicas do álbum Art Official Age de Prince de 2014, em "Breakdown", ela canta backing vocals, e em "What It Feels Like" e "Time", ela canta co-vocais principais. Ela apareceria novamente em um álbum do Prince em 2015, quando ele incluiu "Rocknroll Loveaffair" em Hit n Run Phase Two, e também inclui "Xtralovable", que foi lançado originalmente em 2011 e incluía um verso de rap de Allo, mas foi substituído por uma seção de buzina nesta versão.
Em outubro de 2014, ela lançou seu single "Tongue Tied". Hello foi lançado em abril de 2015 e foi financiado pela PledgeMusic. No mesmo ano ela colaborou com Prince em um projeto de covers intitulado Oui Can Luv.
Allo apareceu pela primeira vez nas telas em 2011, em três episódios da série de comédia dramática The Game. Ela foi entrevistada no talk show Attack of the Show! e cantou sua música no talk show Jimmy Kimmel Live!.
Em 2017, ela apareceu no filme Pitch Perfect 3 como Serenity, integrante da banda chamada Evermoist, ao lado de Ruby Rose. Desde 2020, ela desempenha o papel principal feminino de Nora na série de TV Amazon Prime Upload.
Em março de 2023, a convidada de Allo dublou Lyanna Hazard, filha de Shep Hazard e sobrinha de Phee Genoa, em Star Wars: The Bad Batch.

## Discografia

### Albums
- UnFresh (2009)
- Superconductor (2012)
- Hello (2015)
- Oui Can Luv (2015)
- One Step Closer (2017)

## Filmografia
| Ano  | Título            | Papel    | Notas        |
| ---- | ----------------- | -------- | ------------ |
| 2017 | Pitch Perfect 3   | Serenity |              |
| 2020 | 2 Minutes of Fame | Taylor   |              |
| 2023 | Assassin          | Mali     |              |
| TBA  | Absolute Dominion |          | Pós-produção |

| Ano           | Título                   | Papel                   | Notas                                                                |
| ------------- | ------------------------ | ----------------------- | -------------------------------------------------------------------- |
| 2018          | Black Lightning          | Zoe B.                  | Episódio: "The Book of Consequences: Chapter Two: Black Jesus Blues" |
| 2019–2021     | Chicago Fire             | Lieutenant Wendy Seager | Papel recorrente                                                     |
| 2020–Presente | Upload                   | Nora Antony             | Papel principal                                                      |
| 2023          | Star Wars: The Bad Batch | Lyana Hazard (voz)      | Episódio: "Pabu"                                                     |